# Мозкові вени
Мозкові вени діляться на зовнішні (поверхневі мозкові вени) та внутрішні (внутрішні мозкові вени).
До зовнішніх мозкових вен відносять: верхні мозкові вени,  поверхневу середню мозкову вену, нижні мозкові вени, нижню анастомотичну вену (Лаббе), верхню анастомотичну вену (Троларда)
Внутрішні мозкові вени: це велика мозкова вена, базальна вена (глибока середня мозкова вена), внутрішня мозкова вена, верхня таламостріальна вена.

### Венозні структури головного мозку
Мозкові вени беруть участь у венозному відтоку головного мозку, який може бути розділений на два сегмента: поверхневий і глибокий.
- Поверхневий сегмент складається з венозних синусів твердої мозкової оболони (дуральних синусів), які мають стінки, що складаються з твердої мозкової оболони, на відміну від звичайних вен. Синуси твердої мозкової оболони знаходиться на поверхні мозку. Найбільш помітний із них -- верхній сагітальний синус, який протікає в сагітальній площині серединною лінією порожнини черепа, назад і донизу від синусного стоку, де поверхневі й глибокі синуси з'єднується. Звідси, два поперечні синуси роздвоюються і прямують латерально і донизу у вигляді s-подібної кривої, яка утворює сигмовидні синуси, які вже надалі переходять у дві яремні вени. У шиї, яремна вена йде паралельно до висхідних сонних артерій і несе кров до верхньої порожнистої вени.

- Глибокий венозний дренаж у першу чергу складається зі звичайних вен всередині глибоких структур головного мозку, які з'єднуються позаду середнього мозку й утворюють великі мозкові вени (вени Галена). Ці вени зливаються з нижнім сагітальним синусом, формуючи прямий синус, який потім з'єднується з поверхневими венами у згаданому вище синусному стоку.

## зовнішні посилання
- "Модель мозкових вен людини" за адресою anatomie.uni-tuebingen.de [Архівовано 3 березня 2016 у Wayback Machine.]